# Classe gramatical
A classe gramatical ou classe de palavras é assunto da morfologia, que indica a classificação das palavras segundo a sua distribuição sintática e morfológica, devido a semelhança morfológica entre elas.

## História
A classificação gramatical das línguas europeias deriva principalmente da gramática grega. No diálogo Crátilo, Platão discute se as palavras (lógos) são arbitrárias ou intrínsecas à natureza das coisas, tratando de assuntos que se tornariam objeto da etimologia e da linguística. No texto, ele separa o discurso em duas partes distintas: ónoma (nome) e rhema (verbo). No texto, Platão estava interessado na natureza das palavras e não em sua forma, razão pela qual sua divisão é tanto morfológica (nomes vs. verbos, adjetivos, etc.) quanto sintática (sujeito vs. predicado).
O principal discípulo de Platão, Aristóteles, escreveu também reflexões sobre gramática e os tipos de palavra. Para ele, as palavras são signos, sinais falados ou escritos, com que designamos as coisas, pela nossa incapacidade de apreender as coisas em si mesmas – uma noção retomada pela linguística moderna com o conceito de signo linguístico de Saussure. Quanto às palavras, além de aceitar as classes platônicas de onoma e rhema, ele adiciona uma terceira classe: sýndesmos ("coesivos") — as palavras que ao contrário das duas primeiras classes, não tem significado próprio, mas servem para conectar e articular entre si as diferentes partes do discurso.
Os estoicos deram diversas contribuições à classificação das palavras ao longo dos séculos, entre elas:
- A separação entre sýndesmos propriamente dito (conjunções e preposições) e árthron ("articuladores"), as classes que articulam as partes do discurso (incluídos pronomes e artigos).
- A distribuição dos sýndesmos em onze tipos, similares aos que usamos hoje: prepositivos, disjuntivos, sudisjuntivos, comparativos, causais, continuativos, subcontinuativos, ilativos, copulativos, conclusivos e expletivos.
- A introdução da classe dos metokhé (μετοχή), ou formas nominais do verbo.
- A introdução da classe dos epirrhema (literalmente, ad-vérbio), que faria aos verbos o mesmo que fazem aos substantivos os epitheton (ad-jetivo).

Todas essas classificações foram sintetizadas no tratado A Arte da Gramática (Τέχνη Γραμματική) de Dionísio, o Trácio, escrita no século II a. E. C. A obra de Dionísio classificava as palavras em oito classes, que foram passadas ao latim e à maioria das línguas modernas:
1. Onoma → Nōmen → Nome
2. Rhema → Verbum → Verbo
3. Metokhé → Participium → Verbinominal
4. Antonymía → Pronomen → Pronome
5. Árthron → Articulus → Artigo
6. Epírrema → Adverbum → Advérbio
7. Próthesis → Praepositio → Preposição
8. Sýndesmos → Conjunctio → Conjunção

O gramático latino Prisciano, no ano 500 AD, manteve oito classes, trocando os artigos pelas interjeições: palavras que serviam para expressar emoções no texto. Os adjetivos só formaram uma classe distinta dos substantivos no século XVIII; considera-se que a primeira gramática a fazer essa distinção foi a de Nicolas Beauzée para o francês.

## No Português
Na gramática da língua portuguesa, a classificação mais tradicional divide as palavras do vocabulário em dez classes, devido a semelhança morfológica. As classes são divididas entre as variáveis (substantivo, artigo, adjetivo, numeral, pronome e verbo) e as invariáveis (advérbio, preposição, conjunção, interjeição).
O substantivo e o verbo podem ser entendidos como classes importantes em uma frase, pois geralmente estes elementos são a base para outras relações, ou mesmo constituintes que são necessários para o entendimento básico da ideia de uma frase. As classes artigo, numeral, pronome, adjetivo e advérbio geralmente especificam o substantivo e o verbo, são "classes adjuntas". As classes preposição, conjunção, pronome, servem para ligar, relacionar outras palavras, são "classes conectivas". Além destas classes, há uma que serve para expressar sentimentos: a interjeição. Além disso, há as palavras denotativas, que apesar de serem semelhantes a advérbios, não possuem uma classificação específica.
Contudo, segundo linguistas a classificação tradicional é apontada como inconsistente ou inadequada para o português de hoje (e para a maior parte das línguas a que é aplicada). Bagno, por exemplo, aponta o fato de a classe dos pronomes ser formada por palavras que se comportam de modo sintaticamente diverso e deixar de incluir outras com comportamento parecido ao de alguns de seus subgrupos. O próprio autor propõe as seguintes classes para o português: nome, verbo, verbinominal, índice de pessoa, mostrativo, quantificador, advérbio, preposição, conjunção.